# Анакой-Эли
Анако́й-Эли́ (укр. Анакой-Елі, крымскотат. Anaköy Eli, Анакой Эли) — исчезнувшее село в Белогорском районе Республики Крым, на территории Цветочненского сельсовета. Располагалось на северо-западе района, в средней части долины реки Бурульча, примерно в 0,7 км ниже (севернее) современного села Долиновка.. Сейчас — отдалённая часть Долиновки (ул. Виноградная).

## История
Первое документальное упоминание села встречается, видимо, в Камеральном Описании Крыма… 1784 года, судя по которому, в последний период Крымского ханства Али Акай Эли входил в Борулчанский кадылык Карасубазарского каймаканства. После присоединения Крыма к России (8) 19 апреля 1783 года, (8) 19 февраля 1784 года, именным указом Екатерины II сенату, на территории бывшего Крымского Ханства была образована Таврическая область и деревня была приписана к Симферопольскому уезду. После Павловских реформ, с 1796 по 1802 год, входила в Акмечетский уезд Новороссийской губернии. По новому административному делению, после создания 8 (20) октября 1802 года Таврической губернии, Анакой-Эли был включён в состав Табулдинской волости Симферопольского уезда.
По Ведомости о всех селениях в Симферопольском уезде состоящих с показанием в которой волости сколько числом дворов и душ… от 9 октября 1805 года в деревне Ага-Эли числилось 24 двора и 112 жителей, исключительно крымские татары. На военно-топографической карте генерал-майора Мухина 1817 года обозначена деревня Анакой-Эли, как Агане-Эли, с 18 дворами. После реформы волостного деления 1829 года Акай Эли, согласно «Ведомости о казённых волостях Таврической губернии 1829 года» отнесли к Айтуганской волости (преобразованной из Табулдынской). На карте 1836 года в деревне 5 дворов, а на карте 1842 года деревня Анакой-Эли обозначена условным знаком «малая деревня», то есть, менее 5 дворов.
В 1860-х годах, после земской реформы Александра II, деревню приписали к Зуйской волости. В «Списке населённых мест Таврической губернии по сведениям 1864 года», составленном по результатам VIII ревизии 1864 года, Анакой-Ели — владельческая татарская деревня с 3 дворами, 14 жителями и мечетью при речке Бурульче. Согласно «Памятной книжке Таврической губернии за 1867 год», деревня Анай Эли была покинута жителями в 1860—1864 годах, в результате эмиграции крымских татар, особенно массовой после Крымской войны 1853—1856 годов, в Турцию и оставалась в развалинах и на трёхверстовой карте Шуберта 1865—1876 года Аган-Эли — уже хутор с 2 дворами. В «Памятной книге Таврической губернии 1889 года» по результатам Х ревизии 1887 года деревня записана, как Анахай-Эли с 7 дворами и 41 жителем. Где-то в этот период деревня опустела и землю сдали в аренду немцам-лютеранам
После земской реформы 1890 года Анакой-Эли отнесли к Табулдинской волости. Согласно «…Памятной книжке Таврической губернии на 1892 год», в деревне Анакай-Эли, входившей в Алексеевское сельское общество, числилось 26 жителей в 3 домохозяйствах, все безземельные. По «…Памятной книжке Таврической губернии на 1902 год» в деревне Анакай-Эли, приписанной к волости для счёта, числилось 50 жителей в 9 домохозяйствах. К 1904 году в деревне было 63 жителя. По Статистическому справочнику Таврической губернии. Ч.II-я. Статистический очерк, выпуск шестой Симферопольский уезд, 1915 год, в деревне Анакай-Эли Табулдинской волости Симферопольского уезда числилось 15 дворов со смешанным населением в количестве 105 человек приписных жителей и 17 — «посторонних», из которых 59 мужчин и 63 женщины. Жители владели 17 десятинами удобной земли. В хозяйствах имелось 88 лошадей, 56 волов, 18 коров и 45 голов мелкого скота. Согласно списку 1915 года «…отдельных русских подданных из австрийских, венгерских или германских выходцев, владеющих землёю…» при деревне Анакай-Эли отмечены следующие крупные владения: Бер Яков-Фридрих Яковлевич и Филипп Генрихович, имевшие 301 десятина, 585 квадратных саженей земли; Бек Иоган Иоганович, в общем владении с Генрихом Генриховичем Зеель, Ваний Челеби и Сеит Кенджали — 50 десятин; Вибе Филипп Яковлевич — 372 десятин; Тьярт Иван Яковлевич — 300 десятин.
После установления в Крыму Советской власти, по постановлению Крымревкома от 8 января 1921 года была упразднена волостная система и село вошло в состав вновь созданного Карасубазарского района Симферопольского уезда, а в 1922 году уезды получили название округов. 11 октября 1923 года, согласно постановлению ВЦИК, в административное деление Крымской АССР были внесены изменения, в результате которых округа ликвидировались, Карасубазарский район стал самостоятельной административной единицей и село включили в его состав.. Согласно Списку населённых пунктов Крымской АССР по Всесоюзной переписи 17 декабря 1926 года, в селе Анакой-Эли, в составе упразднённого к 1940 году Аргинчикского сельсовета Карасубазарского района, числилось 23 двора, все крестьянские, население составляло 104 человека, из них 57 русских, 42 немца, 4 украинца, 1 эстонец, действовала русская школа. В последний раз Анаку-Эли встречается на двухкилометровке 1942 года, в указах о переименованиях 1945 и 1948 годов уже не встречается.

### Динамика численности населения
| - 1805 год — 112 чел. - 1864 год — 14 чел. - 1889 год — 41 чел. - 1892 год — 26 чел. | - 1902 год — 50 чел. - 1915 год — 105/17 чел. - 1926 год — 104 чел. |